# Национални паркови Хрватске
Национални парк је дефинисан чланком 11. Закона о заштити природе као: "... пространо, претежно неизмењено подручје копна и/или мора изузетних и вишеструких природних вредности, обухвата један или више сачуваних или незнатно измењених еколошких целина, а првенствено је намењен очувању изворних природних вредности."
| # | Назив            | Слика | Површина                | Веб-сајт | Успостављено |
| - | ---------------- | ----- | ----------------------- | -------- | ------------ |
| 1 | Плитвице         |       | 296,9 km2 (114,6 sq mi) |          | 1949.        |
| 2 | Пакленица        |       | 95,0 km2 (36,7 sq mi)   |          | 1949.        |
| 3 | Рисњак           |       | 63,5 km2 (24,5 sq mi)   |          | 1953.        |
| 4 | Мљет             |       | 5,4 km2 (2,1 sq mi)     |          | 1960.        |
| 5 | Корнати          |       | 217 km2 (84 sq mi)      |          | 1980.        |
| 6 | Бриони           |       | 33,9 km2 (13,1 sq mi)   |          | 1983.        |
| 7 | Крка             |       | 109 km2 (42 sq mi)      |          | 1985.        |
| 8 | Сјеверни Велебит |       | 109,0 km2 (42,1 sq mi)  |          | 1999.        |